# Port lotniczy Dubaj-Al Maktoum
Port lotniczy Dubaj-Al-Maktum (IATA: DWC, ICAO: OMDW) – międzynarodowy port lotniczy położony 37 km na południowy zachód od Dubaju.
Port został uruchomiony w czerwcu 2010 roku wyłącznie dla lotów cargo. 26 października 2013 lotnisko zostało otwarte dla linii pasażerskich. Pierwszymi pasażerskimi liniami lotniczymi były Wizz Air i Nas Air. Lotnisko jest własnością Departamentu Lotnictwa Cywilnego, oraz zarządzanie przez Dubai Airports Company.
Lotnisko znane również pod nazwą Dubaj World Central (DWC) znajduje się bezpośrednio przy strefie wolnego handlu w Dubaju.

## Kierunki lotów i linie lotnicze
| Linia lotnicza                   | Kierunek |
| -------------------------------- | --- |
| AZALJet                          | 1. Baku |
| Azerbaijan Airlines              | 1. Baku |
| Enter Air                        | 1. Poznań (sezonowo) |
| Finnair                          | 1. Helsinki (sezonowo) 2. Goa (sezonowo) |
| Fly Dubai                        | 1. Amman 2. Bejrut 3. Ćottogram 4. Doha 5. Katmandu 6. Kuwejt 7. Maskat                                                                            |
| Gulf Air                         | 1. Bahrajn |
| Jazeera Airways                  | 1. Kuwejt |
| Qatar Airways                    | 1. Doha |
| Rotana Jet                       | 1. Abu Zabi 2. Sir Bani |
| Smartwings                       | 1. Praga (od 31 marca 2024) |
| TUI Airways                      | 1. Birmingham (sezonowo) 2. Cardiff (sezonowo) 3. Glasgow (sezonowo) 4. Londyn-Gatwick (sezonowo) 5. Manchester (sezonowo) 6. Newcastle (sezonowo) |
| Razem: 25 kierunków w 18 krajach | |